# Ga Unyang (Gimpo)
Ga Unyang (Tiếng Hàn: 운양역, Hanja: 雲陽驛) là ga tàu điện ngầm của Tuyến Gimpo Goldline nằm ở Unyang-dong, Gimpo-si, Gyeonggi-do.

## Lịch sử
- 20 tháng 6 năm 2016: Tên ga được xác nhận là Ga Unyang[1]
- 28 tháng 9 năm 2019: Bắt đầu hoạt động

## Bố trí ga
| ↑ Janggi          |
| \| W/B            |
| Geolpo Bukbyeon ↓ |

| Hướng Tây  | ●Tuyến Gimpo Goldline | ← Hướng đi Yangchon                |
| Hướng Đông | ●Tuyến Gimpo Goldline | → Hướng đi Sân bay Quốc tế Gimpo → |

## Xung quanh nhà ga
- Trường tiểu học Cheongsu
- Trường trung học Gimpo Jeil
- Văn phòng Giáo dục Gimpo
- Trường tiểu học Haneulbit
- Trường THCS Haneulbit
- Trung tâm phúc lợi hành chính Unyang-dong
- Công viên sinh thái chim hoang dã sông Hán Gimpo
- Công viên Modam